# Édouard Herriot
Édouard Herriot (Troyes, 5 luglio 1872 – Lione, 26 marzo 1957) è stato un politico francese.

## Biografia
Professore universitario e capofila del Partito Repubblicano, Radicale e Radical-Socialista, fu senatore dal 1912 al 1919, deputato costantemente rieletto dal 1919 al 1940 e dal 1946 fino alla morte. Più volte ministro nei governi della Terza Repubblica francese, è stato il presidente del consiglio per tre volte: la prima dal 14 giugno 1924 al 17 aprile 1925, la seconda dal 19 luglio al 23 luglio 1926 e la terza dal 3 giugno al 18 dicembre 1932.
Presidente della Camera dei deputati dal 1925 al 1928 e dal 1936 fino allo caduta della Terza Repubblica nel luglio 1940, fu poi presidente dell'Assemblée Nationale dal 1947 al 1954. È stato dal 1905 al 1957 sindaco di Lione, con l'eccezione del periodo dal luglio 1940 all'agosto 1945 durante il quale la Francia non occupata fu sotto l'amministrazione collaborazionista di Vichy.

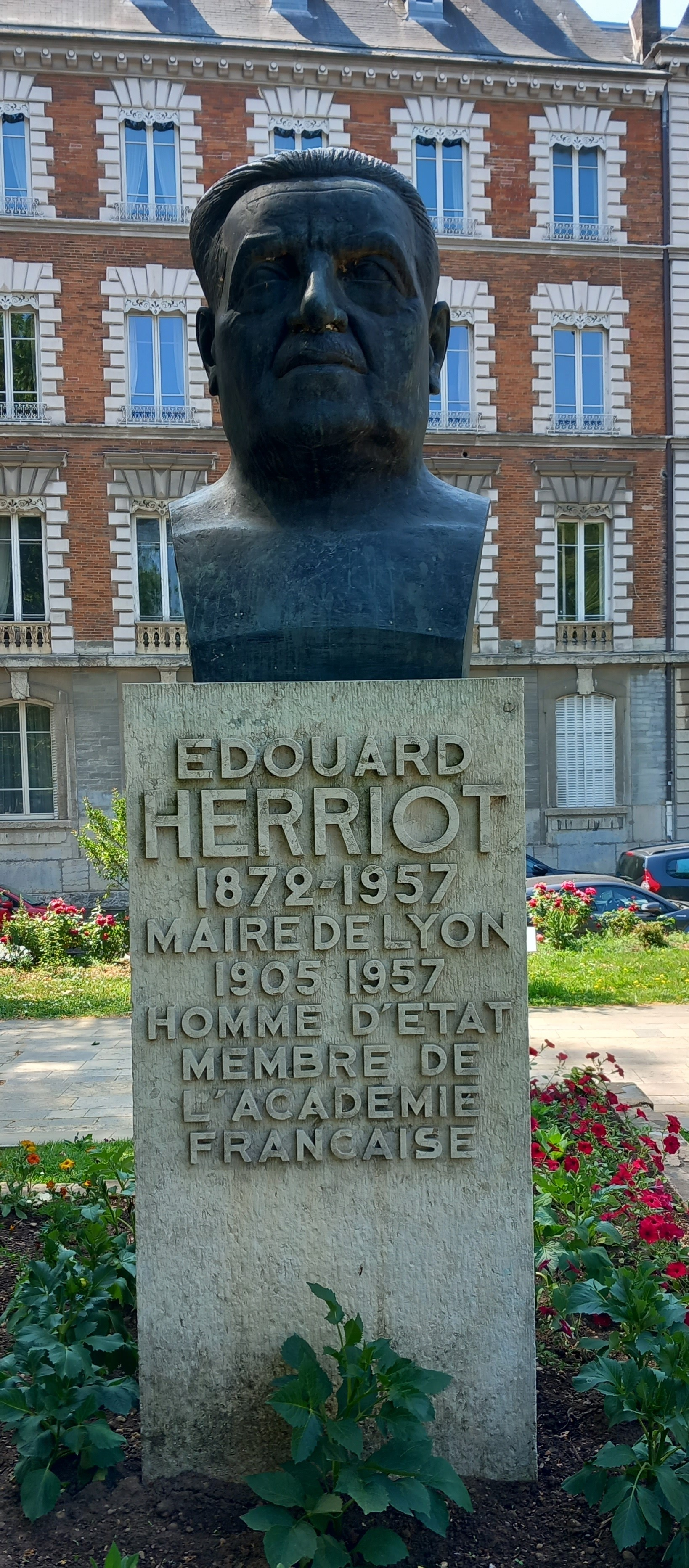
Busto di Edouard Herriot a Lione

Presidente della seduta comune della Camera e del Senato convocata a Vichy il 10 luglio 1940 che aveva all'ordine del giorno l'attribuzione dei pieni poteri al maresciallo Philippe Pétain, Herriot si astenne in quanto presidente della Camera dei deputati, ma dichiarò che avrebbe votato a favore. Durante l'Occupazione subì a più riprese l'obbligo di non allontanarsi dal suo domicilio e fu anche arrestato.
Viene citato dallo scrittore Carlo Levi nel libro Cristo si è fermato a Eboli, per una leggenda sul suo conto.